# Preures
Preures és un municipi francès situat al departament del Pas de Calais i a la regió dels Alts de França. L'any 2007 tenia 524 habitants.

## Demografia

### Població
El 2007 la població de fet de Preures era de 524 persones. Hi havia 197 famílies de les quals 53 eren unipersonals (23 homes vivint sols i 30 dones vivint soles), 64 parelles sense fills, 72 parelles amb fills i 8 famílies monoparentals amb fills.
La població ha evolucionat segons el següent gràfic:
Habitants censats

### Habitatges
El 2007 hi havia 237 habitatges, 199 eren l'habitatge principal de la família, 29 eren segones residències i 9 estaven desocupats. 234 eren cases i 2 eren apartaments. Dels 199 habitatges principals, 146 estaven ocupats pels seus propietaris, 51 estaven llogats i ocupats pels llogaters i 3 estaven cedits a títol gratuït; 3 tenien dues cambres, 18 en tenien tres, 61 en tenien quatre i 117 en tenien cinc o més. 192 habitatges disposaven pel capbaix d'una plaça de pàrquing. A 79 habitatges hi havia un automòbil i a 96 n'hi havia dos o més.

### Piràmide de població
La piràmide de població per edats i sexe el 2009 era:
| Homes | Edats   | Dones |
| ----- | ------- | ----- |
| 0     | 95 o +  | 0     |
| 0     | 90 a 94 | 0     |
| 16    | 85 a 89 | 8     |
| 12    | 80 a 84 | 8     |
| 4     | 75 a 79 | 16    |
| 12    | 70 a 74 | 16    |
| 8     | 65 a 69 | 4     |
| 20    | 60 a 64 | 12    |
| 12    | 55 a 59 | 8     |
| 16    | 50 a 54 | 12    |
| 8     | 45 a 49 | 12    |
| 16    | 40 a 44 | 8     |
| 4     | 35 a 39 | 12    |
| 24    | 30 a 34 | 20    |
| 8     | 25 a 29 | 16    |
| 8     | 20 a 24 | 4     |
| 16    | 15 a 19 | 4     |
| 4     | 10 a 14 | 20    |
| 8     | 5 a 9   | 20    |
| 8     | 0 a 4   | 20    |

## Economia
El 2007 la població en edat de treballar era de 310 persones, 215 eren actives i 95 eren inactives. De les 215 persones actives 196 estaven ocupades (111 homes i 85 dones) i 20 estaven aturades (8 homes i 12 dones). De les 95 persones inactives 37 estaven jubilades, 35 estaven estudiant i 23 estaven classificades com a «altres inactius».

### Ingressos
El 2009 a Preures hi havia 221 unitats fiscals que integraven 545 persones, la mediana anual d'ingressos fiscals per persona era de 14.263 €.

### Activitats econòmiques
Dels 16 establiments que hi havia el 2007, 1 era d'una empresa alimentària, 4 d'empreses de fabricació d'altres productes industrials, 5 d'empreses de construcció, 1 d'una empresa de transport, 2 d'empreses immobiliàries i 3 d'empreses de serveis.
Dels 6 establiments de servei als particulars que hi havia el 2009, 1 era un paleta, 3 fusteries, 1 empresa de construcció i 1 agència immobiliària.
L'únic establiment comercial que hi havia el 2009 era una fleca.
L'any 2000 a Preures hi havia 22 explotacions agrícoles.

## Equipaments sanitaris i escolars
El 2009 hi havia una escola maternal integrada dins d'un grup escolar amb les comunes properes formant una escola dispersa.

## Poblacions més properes
El següent diagrama mostra les poblacions més properes.